# ملعب مدينة قبله
ملعب مدينة قبله هو ملعب متعدد الأغراض في قبلة، أذربيجان. يستخدم حالياً في الغالب لمباريات كرة القدم ويعتبر الملعب البيتي لنادي قبله. تبلغ طاقته الاستيعابية 2،000 متفرج.
من المزمع البدء في إعادة بناء الملعب في عام 2012، وتوسيع قدرة الاستيعابية لتصل إلى 15،000.